# San Julio (Durango)
San Julio es una localidad del estado mexicano de Durango. Es parte del municipio de Tlahualilo.

## Toponimia
El nombre de la población hace referencia al santo patrono de la localidad: Julio I, Papa de la Iglesia Católica.

## Demografía
| Gráfica de evolución demográfica |
|                                  |

| Censo | Población |
| ----- | --------- |
| 1910  | 59        |
| 1921  | —         |
| 1930  | 47        |
| 1940  | 215       |
| 1950  | 304       |
| 1960  | 361       |
| 1970  | 454       |
| 1980  | 584       |
| 1990  | 1 023     |
| 2000  | 852       |
| 2010  | 1 046     |
| 2020  | 1 111     |